# Безбантий
Безбантий — річка в Україні, у Любарському й Романівському районах Житомирської області. Ліва притока Ібри (басейн Дніпра).

## Опис
Довжина річки приблизно 2,5 км.

## Розташування
Бере початок на північному сході від Виноградівки. Тече на південний схід через Хижинці і впадає у річку Ібру, ліву притоку Тетерева.